# Суханівка (Старобільський район)
Сухані́вка —  село в Україні, у Старобільській міській громаді Старобільського району Луганської області. Населення становить 125 осіб. Колишній орган місцевого самоврядування — Нижньопокровська сільська рада.